# 欧鲁韦尔迪
欧鲁韦尔迪是巴西圣保罗州的一个市镇。总面积266.452平方公里，总人口7668人，人口密度28.8人/平方公里。